# Monte Albán
Monte Albán là một địa điểm khảo cổ lớn  thời tiền Columbo trong khu tự quản Santa Cruz Xoxocotlan ở bang phía nam của Mexico Oaxaca (tọa độ 17,043 ° Bắc, 96,767 ° Tây). Địa điểm mày nằm trên một dãy núi thấp vươn lên giữa đồng bằng trong phần trung tâm của thung lũng Oaxaca, các nhánh Bắc sau Etla, Đông Tlacolula, và Nam Zimatlán & Ocotlán (hoặc Valle Grande) gặp nhau. Địa điểm khảo cổ này cách thủ phủ bang Oaxaca 9 km về phía đông.
Khu vực trung tâm Monte Albán hành chính nghi lễ đã được khai quật một phần nằm trên một sườn núi được san phẳng nhân tạo, với độ cao khoảng 1.940 m (6.400 ft) trên mực nước biển và cao 400 m so với lòng thung lũng, là một địa điểm phòng thủ tốt.
Khu vực này đã từng là trung tâm của văn minh Zapotec. Địa điểm này được UNESCO đưa vào danh sách di sản thế giới năm 1987.